# Tallholm, Pargas
Tallholm är en ö i Finland. Den ligger i Skärgårdshavet och i kommunen Pargas i den ekonomiska regionen  Åboland i landskapet Egentliga Finland, i den sydvästra delen av landet. Ön ligger omkring 19 kilometer sydöst om Åbo och omkring 140 kilometer väster om Helsingfors.
Öns area är 1 hektar och dess största längd är 130 meter i sydöst-nordvästlig riktning.